# Matsuo Fujimoto
Matsuo Fujimoto (藤本 松夫, Fujimoto Matsuo), (18 juillet 1922 - 14 septembre 1962) est un Japonais condamné pour meurtre en 1952 et exécuté par pendaison en 1962. Sa condamnation à la peine de mort et son exécution restent controversés car il souffrait de la lèpre et le gouvernement japonais faisait à l'époque de la discrimination envers les personnes souffrant de cette maladie.
Le 1er août 1951, une charge de dynamite est placée au domicile d'un fonctionnaire qui soutient la ségrégation envers les patients lépreux. La police arrête Matsuo Fujimoto qui est envoyé dans une léproserie, le sanatorium Kikuchi Keifuen (en), dans la préfecture de Kumamoto. Il s'en échappe le 16 juin 1952. Le 6 juillet, le fonctionnaire est assassiné. La police annonce alors que Matsuo l'a tué puis le capture le 12 juillet. Bien qu'il n'y pas de traces de sang de la victime sur le poignard en sa possession, la police obtient des aveux de Matsuo.
Le déroulement du procès de Fujimoto a lieu dans un tribunal isolé en raison de sa maladie. Ses premiers avocats, les procureurs, de même que ses partisans, dont fait partie Yasuhiro Nakasone, sont d'accord pour dire que son procès est injuste. Le district de Kumamoto le condamne à mort le 29 août 1953 et il est finalement exécuté par pendaison le 14 septembre 1962 après que le ministre de la justice Kunio Nakagaki ait signé sa mise à mort. 
Plus tard, lorsque la politique japonaise contre les lépreux est critiquée comme immorale, l'histoire de Matsuo Fujimoto refait surface. En mars 2005, un comité de révision conclut que le ministère de la Santé, du Travail et des Affaires sociales avait établi que le « cas Fujimoto ne satisfaisait même pas les exigences constitutionnelles ».